# Plan de Constantine
Le  Plan de Constantine (après son élaboration, il fut officiellement appelé « Plan de développement économique et social en Algérie ») (1958-1961), est un programme économique élaboré par le gouvernement français en 1958 au plus fort de la guerre d'Algérie après l'arrivée au pouvoir du général De Gaulle, qui annonce publiquement son lancement dans un discours devant la préfecture de Constantine le 3 octobre 1958. Visant à la valorisation de l'ensemble des ressources de l'Algérie, ce plan était aussi destiné à l'affaiblissement politique du FLN. Il s'inspire de travaux menées précédemment : le rapport de la Commission Maspetiol sur les relations financières entre l'Algérie et la métropole (juin 1955) et les perspectives décennales du développement économique de l'Algérie (mars 1958).

## Préparation et contenu
C'est à Paul Delouvrier (inspecteur des Finances qui a fait carrière dans divers cabinets ministériels de la IVe République), nommé délégué général du gouvernement en Algérie de 1958 à 1960, et son adjoint Salah Bouakouir (polytechnicien), que reviennent la mission de mettre en œuvre ce plan dans le but de pacifier l'Algérie. Il est mis en place à partir de juin 1959.
Le plan de Constantine, s'inspirant en cela de la planification mise en place pour la reconstruction après-guerre en métropole, se veut indicatif et non-contraignant. Il prévoit des investissements à la fois publics et privés, à hauteur de 50 % chacun. 

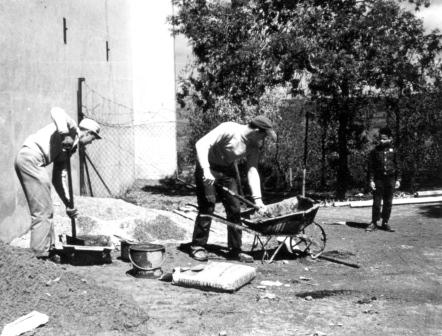
Construction d'un bâtiment à Constantine, Algérie, en 1961.

Les principaux objectifs fixés par ce plan sont : 
- la construction de 200 000 logements, permettant d'héberger 1 million de personnes ;
- la redistribution de 250 000 hectares de terres agricoles ;
- le développement de l'irrigation ;
- la création de 400 000 emplois industriels[7] ;
- la scolarisation de tous les enfants en âge d'être scolarisés à l'horizon de 1966[8] ;
- l'emploi d'une proportion accrue de Français musulmans d'Algérie dans la fonction publique (10 %) ;
- l'alignement des salaires et revenus sur la métropole.

Le programme d'industrialisation envisagé s'appuie à la fois sur des aides directes et indirectes aux entreprises privées investissant en Algérie (exemption de certains impôts, subventions à l'investissement à hauteur de 10 %), l'aménagement de zones industrielles (notamment celle de Rouiba-Reghaïa, sur 1 100 hectares, à l'est d'Alger) et la mise en valeur des ressources en hydrocarbures (pétrole et gaz naturel) découvertes peu avant dans le Sahara, susceptibles de fournir des ressources d'exportation et une énergie bon marché.
La guerre d'Algérie ne permettra que des réalisations limitées et précipitées du plan initial qui est finalement abandonné à la fin de 1961. Salué par l'opposition socialiste dans son aspect économique, celle-ci regrette cependant son échec politique. 
Des cités d’habitation destinées à la population « indigène » ont notamment été construites sur le modèle des grands ensembles métropolitains à Alger et dans d'autres grandes villes.
En métropole, le plan de Constantine est à l'origine de la création du Fonds d'Action Sociale pour les travailleurs musulmans d'Algérie en métropole et pour leur famille (FAS) qui donnera le Fonds d'action et de soutien pour l'intégration et la lutte contre les discriminations (FASILD).